# Преследване в морето
„Преследване в морето“ (на английски: The Sea Chase) е драма на режисьора Джон Фароу, който излиза на екран през 1955 година, с учасието на Джон Уейн и Лана Търнър.

## Сюжет
Капитан Карл Ерлих се кани да отпътува от Сидни, Австралия с товарното си корабче „Ергенщрасе“, когато избухва Втората световна война. От Германия се получава заповед, немските кораби, които са във вражески пристанища, да бъдат потопени от екипажа си, за да не попаднат в ръцете на врага, но Ерлих не желае да прави това. Антинацист, но горд германец, той се надява да надхитри английския боен кораб който ги преследва. На борда на „Ергенщрасе“ се намира и красавицата Елза Келер, която му е наредено да върне в Германия, като приносителка на важни стратегически сведения. Когато помощник-капитанът Кирхнер извършва зверство на остров Оклънд, британският кораб започва безмилостно преследване, а най-лошото е, когато ударът идва оттам, откъдето най-малко го очакват.

## В ролите
| Актьор       | Роля                            |
| ------------ | ------------------------------- |
| Джон Уейн    | Капитан Карл Ерлих              |
| Лана Търнър  | Елза Келер                      |
| Дейвид Фарар | Лейтенант командир Джеф Нейпиър |
| Лайл Бетгър  | Главен офицер Кирхнер           |
| Таб Хънтър   | кадет Уесър                     |
| Джеймс Арнес | Шлейтер                         |
| Дик Давалос  | кадет Уолтър Стем               |
| Джон Куален  | главен инженер Шмит             |
| Пол Фикс     | Макс Хайнц                      |
| Лоуел Гилмор | капитан Евънс                   |